# نادي المقاولون العرب موسم 1991–92
موسم 1991–1992 هو الموسم الـ 14 لفريق المقاولون العرب في الدوري المصري الممتاز والموسم الـ 14 على التوالي في الدوري الممتاز. وشارك الفريق في الدوري المصري الممتاز ، وهبط إلى دوري الدرجة الثانية نتيجة خسارته أمام فريق السكة الحديد في المباريات الفاصلة للهبوط ، ولكنه خرج من كأس مصر في الدور الأول.

## الترتيب
| الترتيب | النادي              | ل  | ف | ت  | خ  | له | عليه | ±   | ن  |
| ------- | ------------------- | -- | - | -- | -- | -- | ---- | --- | -- |
| 8       | القناة              | 26 | 7 | 9  | 10 | 21 | 30   | -9  | 23 |
| 9       | المريخ              | 26 | 5 | 13 | 8  | 14 | 25   | -11 | 23 |
| 10      | المقاولون (د.هـ)    | 26 | 6 | 10 | 10 | 12 | 15   | -3  | 22 |
| 11      | السكة الحديد (د.هـ) | 26 | 4 | 14 | 8  | 16 | 26   | -10 | 22 |
| 12      | ألعاب دمنهور (هـ)   | 26 | 6 | 8  | 12 | 12 | 26   | -14 | 20 |

## كأس مصر

### الدور الأول
| 14 فبراير 1992 | الأهلي                                                        | 4–1 | المقاولون العرب | استاد القاهرة الدولي |
|                | رجب 5' · محمد عبد الجليل 14' · أيمن شوقي 65' · محمد رمضان 81' |     | ناصر            |                      |